# Goat Story 2
Série
Histoire de chèvre
(2008)
Pour plus de détails, voir Fiche technique et Distribution.
Goat Story 2 (Kozi pribeh se syrem), ou Goat Story with Cheese, est un film d'animation tchèque sorti en 2012, et produit par Art and Animation Studio, qui fait vaguement suite à la partie précédente, Histoire de chèvre.

## Fiche technique
- Titre original : Kozi pribeh se syrem
- Scénario : Jan Tománek et Jiří Růžička (cs)
- Producteur : Jan Tománek
- Société de production : Art and Animation studio
- Direction de la photographie : Jan Tománek
- Montage : Alois Fisárek et Jan Tománek
- Pays de production : Tchéquie
- Genre : Film d'animation, comédie fantastique
- Format : Couleur ; rapport de forme : 1.85 : 1 ; format du négatif : numérique ; format de projection : D-Cinema
- Durée : 85 minutes
- Dates de sortie :
  - Tchéquie : 25 octobre 2012
  - Slovaquie : 25 octobre 2012
  - Allemagne : 17 octobre 2013 (Schlingel Film Festival)

### Animateurs
- Shibabrata Chakraborty
- Lukasz Kopec
- Pavel Ondrasík

## Distribution
- M. King (Dalimil Klapka) : M. King est un connaisseur en fromages, il aime les fromages du monde entier. Parmesans italiens, Nives et même des fromages exotiques d'Afrique lui sont dénichés par son fidèle fromager royal nommé Kobyl. Son château est déjà presque vide, car il vend presque tous ses biens pour ses fromages bien-aimés, et il n'a aucune idée que sa langue gourmande peut lui voler la couronne royale et même sa vie.

- Kobyl (Karel Heřmánek) : Kobyl est le fromager royal, qui recherche les meilleurs fromagers du monde pour le roi. Il est également le seul confident du roi et négocie donc avec lui divers accords sur les fromages. En réalité, Kobyl est une personne maléfique qui se déguise en diable volant la nuit, rassemblant tous les fromagers du village. Les fromagers kidnappés (dont Kuba et Máca) sont alors emprisonnés dans une fromagerie, où ils doivent fabriquer du fromage « à partir de toute la peine ». La jument apporte alors les « goûts du monde » au roi. Il prive le roi de tous ses biens et brièvement aussi des couronnes royales. Il est puni et emmené en enfer par deux diables chanceux.

- Kuba (Matej Hadek) : Kuba rêvait autrefois de sculpter, mais finalement il s'est installé dans un royaume du fromage, où même le roi lui-même s'adonne au fromage. Avec sa femme Máca, il élève deux enfants, Honzík et Zuzanka, et leur fidèle amie Koza, qui, en plus de donner du lait, sait parler et lire, vit toujours avec eux.

- Máca (Mahulena Bočanová) : Máca quitte Prague avec Kuba et Koza pour un royaume du fromage. Ils font du fromage de chèvre avec Cuba. Máca vit heureuse avec lui jusqu'à ce que le diable lui-même (Kobyl masqué) les enlève, car ce sont des fromagers. Mais la chèvre et les enfants les sauveront.

- Goat (Jiří Lábus) : chèvre tachetée, leur fidèle amie parlante. Elle nourrit toute la famille avec son lait de chèvre, et pas seulement elle, mais aussi le roi, qui a volé un fromage non conservé à la fenêtre. Lorsque le diable emmène Kuba et Máca en enfer, la chèvre aide les enfants et les motive avec l'histoire de la façon dont lui et Kuba ont participé à la construction du pont Charles. Il se rend avec eux dans un pub où, en plus des habitués habituels, le célèbre trio de contes de fées Long, Broad et Sharp-eyed fera également son apparition. Ils leur offrent leurs services et ensemble, ils réalisent la punition de Kobyl et le sauvetage de Kuba et Máca.

- Honzík (Martin Sucharda) : Honzík est l'aîné de deux enfants. Il rêve de devenir chevalier, mais ses devoirs domestiques l'en empêchent. De l'armure du chevalier, il n'a qu'une épée en bois ordinaire et une Passoire à fromage empruntée comme casque. À la maison, il a pour tâche de s'occuper de sa jeune sœur Zuzanka et de traire la chèvre. Il ne vivra une grande aventure que lorsqu'il partira avec Koza et Zuzanka pour libérer ses parents.

- Zuzanka (Alena Kokrdova) : sœur cadette de Honzík, qui prend très mal l'enlèvement de ses parents, mais qui part courageusement avec Koza pour retrouver ses parents. Il est équipé de puces pour dépoussiérer la fourrure du diable. Même si elle semble être une petite fille innocente, elle est capable de faire faire à Kobyl une sorte de promenade désagréable à travers le château : à travers la salle d'exécution, une chambre de cactus épineux et même sous terre cachant des lézards préhistoriques encore inconnus. Zuzanka retourne chez ses parents sauvés des ruines du château causées par Kobyl.

- Long (Michal Dlouhý), long (Miroslav Táborský) et vif d'esprit (Miroslav Vladyka) : célèbre trio de contes de fées devenu un peu paresseux et qui se promène désormais dans divers pubs. Et juste une fois, ils ont visité un pub dans le royaume du fromage, où ils sont tombés sur Koza avec Honzík et Zuzanka. Ils ont offert leurs services et ont été acceptés. Leurs capacités légendaires, c'est-à-dire la portée de Long, la consommation d'eau de Broad et l'extraordinaire presbytie de Sharp-eyed se sont un peu estompées, mais finalement, ils parviennent à raviver leurs capacités grâce à l'eau vive.

## Production
Environ 350 des plus de 4 000 dialogues enregistrés ont été intégrés au film. La version inachevée du film a été diffusée le 1er juin 2012 au Festival du film de Zlín. Le film est entièrement traité en versions 2D et 3D, et a été animé par une équipe polyvalente issue du premier film, qui a été rejointe par des animateurs issus d'Espagne, d'Inde et de Bulgarie. Le film a été créé avec le système FurryBall, qui utilise la puissance de plusieurs cartes graphiques.
En 2015, les créateurs ont décidé de mettre le film  et celui précédant, Histoire de chèvre, sur YouTube, où ils peuvent être vus dans de nombreuses versions linguistiques (anglais, espagnol, portugais, russe, allemand, hindi).

## Accueil
- Box-office : 837 373 $ (montant brut mondial)[5]

Goat Story 2 a été noté 62 % sur le site web tchèque de référence filmcz.